# Districtul El Amria
El Amria este un district din provincia Aïn Témouchent, Algeria.